# Diana (film)
Diana – brytyjsko-francusko-szwedzko-belgijski dramat biograficzny z 2013 w reżyserii Olivera Hirschbiegela. Historia romansu księżnej Diany i kardiochirurga Hasnata Khana.

## Fabuła
Film opowiada historię romansu księżnej Diany z kardiochirurgiem Hasnatem Khanem, pochodzącym z Pakistanu, oraz o jej ostatnich dwóch latach życia.

## Obsada
- Naomi Watts jako Księżna Diana
- Juliet Stevenson jako Sonia
- Geraldine James jako Oonagh Jephson
- Cas Anvar jako Dodi Fayed[1][2]

## Produkcja
Zdjęcia kręcono w Londynie i Trieście, a także w Chorwacji (Rovinj, Opatija, Zagrzeb).

## Nagrody i nominacje
- Nominacja do nagrody Złotej Maliny dla Naomi Watts najgorszej aktorki (2014)[2]